# Kasteel Couthof

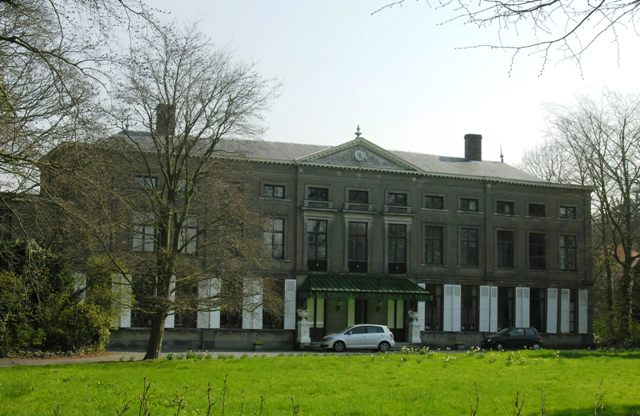
Het landhuis in 2010

Kasteel Couthof (ook: Kasteel 't Couthof) is een kasteel nabij de tot de West-Vlaamse gemeente Poperinge behorende plaats Proven.

## Geschiedenis
De bekende geschiedenis gaat terug tot 1350, toen de familie Van Hoorn er een speelhuis liet bouwen. In 1743 kwam het domein in bezit van de familie Mazeman. In 1763 liet de zoon van de koper, Jean Francois de Sales de Mazeman, het huidige buitenverblijf bouwen.
In het derde kwart van de 19e eeuw liet Jules Joseph Thimothee Mazeman, die burgemeester van Proven was, in 1860 het kasteeltje verbouwen en vervolgens het bosgebied tot landschapspark ontginnen. Er werden ook diverse dienstgebouwen opgericht, zoals een koetshuis met paardenstallen (1851) en een conciërgewoning (omstreeks 1886). Omstreeks 1870 kwam er een neoclassicistisch paviljoen en in 1893 een aanbouw aan het kasteel.
In 1945 had het geslacht Mazeman geen erfgenamen en kwam het aan de familie d'Udekem d'Acoz.

## Gebouw
De kern van het gebouw is van 1763, maar de huidige neoclassicistische voorgevel is 19e-eeuws. Het betreft een breed gebouw van dertien traveeën en twee-en-een-halve bouwlaag onder schilddak. De diverse salons en vertrekken hebben nog de uitstraling van de tijd van de (ver-)bouw. Eind 19e eeuw werd ook een kapel toegevoegd, onder een achtzijdige koepel gelegen en versierd met neorococo elementen.

## Park
Het kasteelpark is aangelegd in landschapsstijl, waaronder een vijver met gietijzeren boogbrug, welke in verbinding staat met de Klijtebeek. Niet in het park, maar in het bos aan de overkant van de Couthoflaan is er een neogotische arcade (ook de galge genaamd). De arcade is er nog steeds.
Ten westen van het kasteel ligt het koetshuis van 1851 in neoclassicistische stijl.
Ten noordwesten van het kasteel was er een thans verdwenen houten barak, die onderdeel was van het Elisabeth Hospitaal Couthove, dat tijdens de Eerste Wereldoorlog fungeerde.